# Štadión FK Senica
Štadión FK Senica – stadion piłkarski w Senicy, na Słowacji. Został otwarty 24 października 1962 roku. Może pomieścić 4500 widzów. Swoje spotkania rozgrywają na nim piłkarze klubu FK Senica.
Pierwszymi obiektami użytkowanymi przez klub piłkarski z Senicy były boiska „V kruhoch”, „na Trhovisku” i „V jame”. W 1937 roku oddano do użytku nowy stadion, w miejscu w którym na przełomie lat 60. i 70. XX wieku powstał budynek 1. Szkoły Podstawowej. Obecny stadion został oddany do użytku 24 października 1962 roku, a na otwarcie do Senicy przyjechała reprezentacja Czechosłowacji, która kilka miesięcy wcześniej na Mistrzostwach Świata w Chile wywalczyła srebrne medale. Kadra Czechosłowacji w inauguracyjnym meczu na nowym stadionie pokonała reprezentację okresu Senica 7:0. W 1970 roku wybudowano nową trybunę i zmodernizowano murawę. W 2009 roku FK Senica przejął licencję Interu Bratysława, dzięki czemu w sezonie 2009/2010 klub ten zadebiutował na najwyższym poziomie rozgrywkowym. Latem 2009 roku dokonano na stadionie niezbędnych prac modernizacyjnych, m.in. zainstalowano na trybunach plastikowe krzesełka. Pod koniec 2009 roku zamontowano także sztuczne oświetlenie osadzone na czterech masztach. W 2010 roku zmodernizowano murawę oraz zainstalowano monitoring. W listopadzie 2012 roku rozpoczęto pierwszy etap przebudowy stadionu. Zlikwidowane zostały łukowate trybuny za bramkami, a w zamian wybudowano nowe, zadaszone trybuny tuż za liniami końcowymi boiska, oddane do użytku w 2013 roku, na początku rundy wiosennej. Kolejny etap prac przeprowadzono na przełomie lat 2013 i 2014, kiedy to od podstaw wybudowano trybunę wschodnią (wzdłuż boiska), połączoną z wybudowanymi rok wcześniej trybunami za bramkami. W kolejnej przerwie zimowej planowano wybudować bliźniaczą trybunę po przeciwległej stronie boiska, w miejscu trybuny głównej, tak by zamknąć bryłę stadionu jednolitymi trybunami otaczającymi boisko ze wszystkich stron; w planach była również instalacja systemu podgrzewania murawy, ale inwestycji tych z powodów finansowych nie udało się przeprowadzić. W 2016 roku obiekt był jedną z aren piłkarskich Mistrzostw Europy kobiet U-19. Rozegrano na nim trzy spotkania fazy grupowej tego turnieju.